# 若菜みさ
若菜 みさ（わかな みさ、2001年3月8日 - ）は、日本の画家、女優。長野県塩尻市出身、身長は158cm。血液型A型。
抽象画と現代アートを中心に描き、アクリルとデジタルを融合する新しい手法を用いる。生まれつき絶対音感を持ち、楽曲は1度聴けば弾くことができる。人の喋り声もコピーが可能。またピアノでは、「ピティナ・ピアノコンペティション」において合格と優秀賞を獲得した実績を持つ。

## 略歴
2016年 15歳の頃にSMAの音楽オーディションに参加。 アニソンシンガーに強く憧れていた。またクラシックピアノを幼い頃から習っており、音楽の道を志したことがのちに芸能活動への架け橋となる。
2017年、SMA主催 「アニストテレスvol.6」のファイナリストとして抜擢。
当時は「若菜みさ」の名義とは違う芸名で活動していた。
2018年、音楽活動休止。理由は、声優のオファーが多く、本人の志した夢とは掛け離れていくのを感じたから。
2019年、偶然参加した 芝居のワークショップをきっかけに、女優を志すことになる。本人の過去ブログ曰く、「初めてのワークショップで師匠に「帰れ」と言われたことがとても悔しかった。」
2020年10月、女優活動、画家活動の本格化をスタート。
画家、デザイナーとしての活動をメインに行っており、アーティストらのライブグッズデザイナーを担当。
芸能活動においては、自身のInstagramで「現在は精力的に行ってはいないが続けていきたい」とのこと。
2023年 銀座にて自身初となる個展を開催。展示中の作品はオークションに出品され、3,006,000円での落札が決定した。
2023年10月21日、長野朝日放送で放送された「いいね!信州スゴヂカラ」に取り上げられた。
今後はアメリカ、中国のアート市場へ活動を広げてゆく、と述べている。(Twitter引用)